# Carles Cuadrat Xiqués
Carles Cuadrat Xiqués (Barcelona, 28 oktober 1968) is een Spaanse voetbalcoach en in 2020 trainer van Bengaluru FC, een ploeg die in de Indische Super League speelt. Cuadrat speelde in de nationale jeugdploeg van Spanje en was ook linksback  bij FC Barcelona.

## Carrière als speler
Cuadrat  speelde voor verschillende ploegen in de Spaanse tweede divisie. In 1978, op 10-jarige leeftijd werd hij opgenomen in La Masia, de jeugdacademie van FC Barcelona. Tussen 1978 en 1988 speelde hij voor alle jeugdploegen van FC Barcelona. Cuadrat maakte  deel uit van het “Onder-19 team” dat in 1986 en 1987 de Spaanse Beker won. In 1988, onder de trainer Luis Aragones,  speelde hij een paar vriendschappelijke wedstrijden in Camp Nou met spelers zoals Gary Lineker en Bernd Schuster. Hij speelde veertien maal met de Onder-15 en Onder-18 Spaanse nationale ploeg. Zo veroverde hij met de Onder-16 ploeg een derde plaats in de UEFA Onder-16 cup in 1985.
Cuadrat speelde tussen 1988 en 1998 voor verschillende Catalaanse clubs in tweede divisie zoals FC Barcelona B, CF Gavà en CE Sabadell. Zijn carrière werd vroegtijdig onderbroken door een blessure in 1998 toen hij maar 30 jaar oud was. Hij begon toen te werken als fysieke trainer bij de jeugdacademie van FC Barcelona.

## Carrière als trainer
Tussen 1995 en 1998, gedurende zijn tweede periode als trainer bij CF Gavà, werkte hij ook als directeur van de Jeugdacademie van CF Gavà. Daarna werd hij assistent-trainer bij het Onder-15 team van FC Barcelona en later fysiek trainer onder Albert Benaiges. Tijdens de daaropvolgende jaren trainde hij meerdere de Barça jeugdploegen.
In 2009 vervoegde hij voormalig FC Barcelona trainer Frank Rijkaard als fysieke trainer bij de Turkse ploeg Galatasaray. Vervolgens werkte ook samen met Rijkaard in Saudi Arabië tussen 2011 en 2013.
In 2014 volgt Cuadrat Albert Roca, die assistent was bij Rijkaard in FC Barcelona, Galatasaray en Saudi Arabië, naar EL Salvador. Hij wordt  assistent-trainer van Roca bij de Centraal Amerikaanse nationale ploeg.
In 2016 verhuisde het team Cuadrat-Roca naar de Indische voetbalscène waar ze de ploeg Bengaluru FC onder hun hoede namen. Kort na hun aankomst werd Bengaluru FC de eerste Indische ploeg die de finale van de AFC Cup, de Aziatische Cup,  bereikte. Gedurende Cuadrats tijd als assistent-coach won de ploeg ook de Federation Cup in 2017 en de Super Cup in 2018.
Nadat Roca ontslag nam bij FC Bengaluru op het einde van het 2017-2018 seizoen, werd Cuadrat aangekondigd als trainer voor het opkomende 2018-2019 seizoen. In zijn eerste jaar als trainer leidde hij het team naar de overwinning in de eerste ronde van de Super League. In 2019 wordt FC Bengaluru voor de eerste keer in de geschiedenis van de club kampioen van de Indische Super League. Cuadrats contract wordt verlengd voor 2 jaar.  
In 2019-20 bracht Cuadrat het team voor de derde keer op rij tot in de play-offs van de Super League. Hierdoor zijn ze het enige team,  dat sinds hun deelname aan die competitie, elke keer de play-offs haalt.  Ze zijn ook, samen met ATK dat in 2015-2016 de titel verdedigde, de enige ploeg die de play-offs bereikt als verdedigend kampioen.
Helaas versloeg ATK Kolkata Bengaluru FC met 3-2 in deze play-offs en veroverde de ploeg van Kolkata de beker met een 3-1 overwinning tegen Chennaiyin FC.